# Marpissa fornicis
Marpissa fornicis är en spindelart som först beskrevs av Sarah Creecie Dyal 1935.  Marpissa fornicis ingår i släktet Marpissa och familjen hoppspindlar. Inga underarter finns listade i Catalogue of Life.